# Luis Ortiz (économiste)
Pour les articles homonymes, voir Luis Ortiz.
Luis Ortiz est un économiste espagnol du XVIe siècle. Il est l'auteur en 1558 de l'ouvrage Memorial al Rey para que no salgan dineros de España adressé au roi Philippe II, un des premiers ouvrages mercantilistes.

## Publications
- Memorial al Rey para que no salgan dineros de España, 1558